# Barrage de Big Bend
Pour les articles homonymes, voir Big Bend.
Le barrage de Big Bend (en anglais : Big Bend Dam) est un barrage sur la rivière Missouri, au Dakota du Sud, aux États-Unis. Il contient le Lac Sharpe.